# Paisa (moneda)

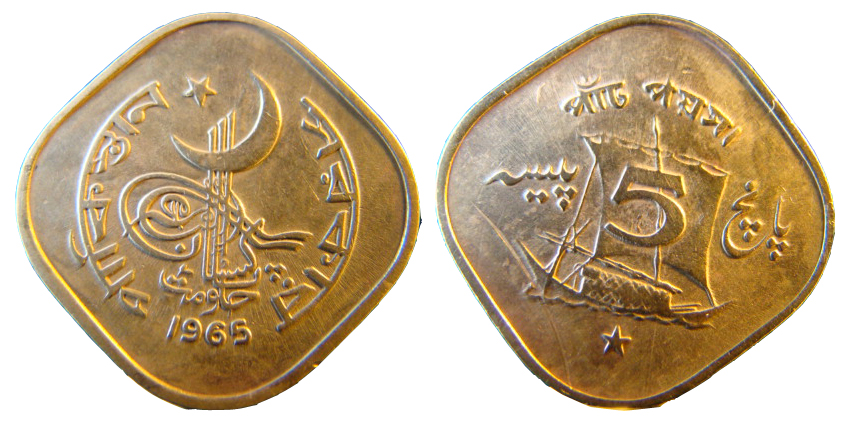
5 paise 1965 (moneda de Pakistán)

Un paisa (pl. paisas) transliterado como pice, poysha, poisha y baisa es una unidad monetaria corriente equivalente a 1 / 100 de rupia o la taka de Bangladés. Usada en muchos países como Bangladés, India, Omán, Kuwait, Nepal y Pakistán. También se pronuncia "poisha" en Bangladés y "paiz", durante el mandato británico.
Hasta 1950 en India y Pakistán el paisa equivalía a 3 "pies", 1/4 de una "anna" o 1/64 de una rupia, 1/1000 de rial omaní. Después de la transición de la moneda no decimal a la decimal, el paisa fue conocido como "naya paisa", es decir "nuevo paisa" por escasos años.
- Datos: Q1480044
- Multimedia: Paisa (coins) / Q1480044